# Pancalieri

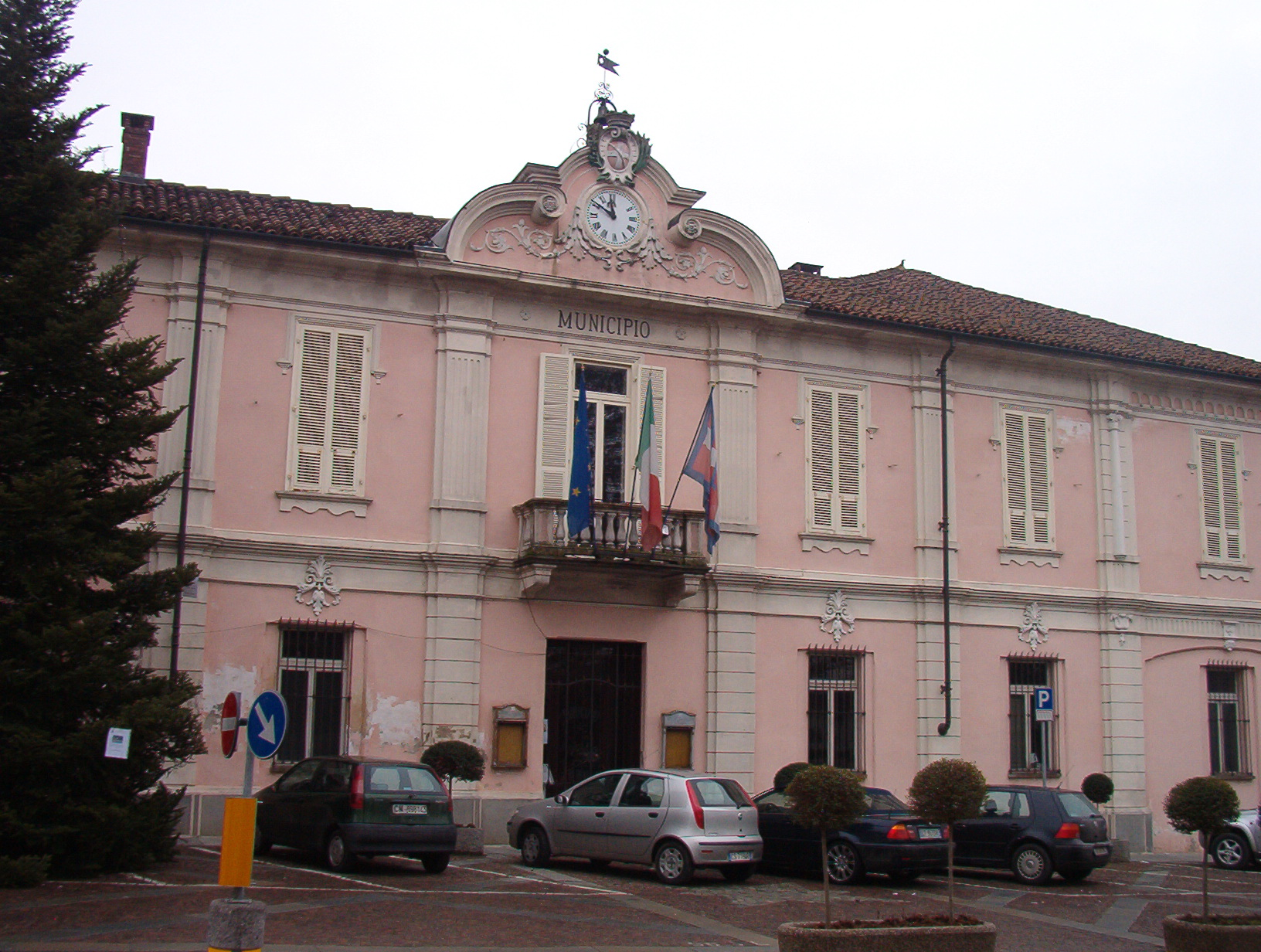
Kommunhuset i Pancalieri.

Pancalieri är en ort och kommun i storstadsregionen Turin, innan 2015 provinsen Turin, i regionen Piemonte, Italien. Kommunen hade 2 066 invånare (2017). Pancalieri gränsar till kommunerna Casalgrasso, Faule, Lombriasco, Osasio, Polonghera, Vigone, Villafranca Piemonte och Virle Piemonte.